# Doanh thu phụ trợ
Theo businessdictionary.com Lưu trữ ngày 22 tháng 11 năm 2018 tại Wayback Machine, doanh thu phụ trợ (tiếng Anh: ancillary revenue) là "doanh thu được lấy từ hàng hóa hoặc dịch vụ không phải là sản phẩm chính của công ty. Ví dụ như nhượng quyền tại các sự kiện thể thao, phim trả tiền cho mỗi lượt xem và dịch vụ rửa xe được bán bởi các trạm xăng Doanh thu phụ trợ có thể trong một số trường hợp vượt quá doanh thu chính, dẫn đến những thay đổi trong mô hình kinh doanh. "

## Ngành công nghiệp hàng không
Trong ngành hàng không, doanh thu phụ trợ là doanh thu từ các nguồn phi vé, như phí hành lý và thực phẩm và dịch vụ trên tàu và đã trở thành thành phần tài chính quan trọng cho các hãng hàng không giá rẻ (LCC) ở châu Âu, Bắc Mỹ và trên toàn cầu. Doanh thu phụ trợ đã được định nghĩa là "Doanh thu vượt quá bán vé được tạo ra bởi bán hàng trực tiếp cho hành khách hoặc gián tiếp như một phần của trải nghiệm du lịch". Doanh thu phụ trợ đã được xác định thêm để bao gồm các loại này: tính năng gọi món, sản phẩm dựa trên hoa hồng và hoạt động thường xuyên.

### Các loại dịch vụ phụ trợ
Ví dụ về các dịch vụ phụ trợ được sử dụng để bù đắp chi phí vé giảm bao gồm truyền hình trả tiền theo lượt xem, mua sắm, chơi trò chơi trên internet, thuê xe và đặt phòng khách sạn.
Việc tăng giá nhiên liệu máy bay phản lực đã ảnh hưởng rất lớn đến kinh tế của hãng hàng không với giá dầu gần 100 đô la Mỹ / thùng trong cuối năm 2007. Trích dẫn các dịch vụ phụ trợ, Ryanair trích lợi nhuận do tăng trưởng 20% khối lượng hành khách, 1% giảm sản lượng và tăng trưởng doanh thu phụ trợ là 54%. Các khoản phụ trợ được ghi nhận chiếm khoảng 16% tổng doanh thu.
Các danh sách tổng doanh thu phụ trợ sau đây được báo cáo bởi các hãng hàng không này cho năm tài chính 2006: easyJet € 189,476,508, Aer Lingus € 63,407.000, SkyEurope €10,827,000, AirAsia (Malaysia) €22,713,479.
Theo một nghiên cứu được công bố bởi Amadeus và IdeaWorks, doanh thu phụ trợ của hãng hàng không sẽ tăng từ 13,5 tỷ USD năm 2009 lên 22,6 tỷ USD trong năm 2010. Trong năm 2009, United Airlines có tổng doanh thu phụ trợ khoảng 1,5 tỷ đô la; đối với nhiều hãng hàng không, doanh thu phụ trợ chiếm một phần lớn trong tổng doanh thu của họ, như Allegiant (29,2%), Spirit Airlines (23,9%) và RyanAir (22,2%).

### Phản ứng của hành khách
Các hãng hàng không có thể phân biệt sản phẩm của họ và có khả năng tăng doanh thu bằng cách "tách" trải nghiệm du lịch bằng cách tính phí riêng cho các dịch vụ như hành lý ký gửi và đồ uống được phục vụ trên tàu. Các hãng hàng không giá rẻ như easyJet và Ryanair đã tạo ra lợi nhuận đáng kể từ doanh thu phụ trợ. Tuy nhiên, phản ứng tiêu dùng từ cước phí (đối với các dịch vụ bao gồm trong giá vé của các hãng hàng không khác) có thể làm hỏng danh tiếng của hãng vận tải. Ví dụ, "European Skyway Robbery" là tiêu đề được viết bởi nhà báo du lịch nổi tiếng Peter Greenberg để cảnh báo người tiêu dùng về việc lạm dụng quá mức phí hành lý ở châu Âu bởi easyJet và các hãng khác. Các hãng vận tải lớn nhất thế giới không được miễn dịch trước phản ứng của công chúng với các hoạt động kinh doanh phụ trợ mạnh mẽ. British Airways cũng muốn tăng doanh thu phụ trợ của mình với chi phí hành lý cao hơn trong năm 2007. Hãng vận tải cuối cùng đã lùi lại sau khi sự phản đối kịch liệt của công chúng trở nên quá lớn. Điều này đã khiến các hãng hàng không có ý thức về dịch vụ hướng tới tìm cách để tăng doanh thu phụ trợ mà không làm tổn hại thương hiệu của họ.

### Các loại
Các tính năng gọi món là những tiện nghi riêng biệt mà khách hàng có thể đặt khi đi du lịch. Danh sách tiếp tục phát triển và sau đây liệt kê các hoạt động tiêu biểu: 1) bán hàng thực phẩm và đồ uống, 2) kiểm tra hành lý và hành lý quá cước, 3) ghế được chỉ định hoặc ghế ngồi tốt hơn như ghế ngồi ngay lối đi, 4) 5) lệ phí tính cho các giao dịch mua bằng thẻ tín dụng và 6) lợi ích lên máy bay sớm.
Các sản phẩm dựa trên hoa hồng đề cập đến việc bán các sản phẩm và dịch vụ như phòng khách sạn, cho thuê xe hơi và bảo hiểm du lịch để kiếm hoa hồng. Những yếu tố này chủ yếu liên quan đến trang web của hãng hàng không, nhưng nó có thể bao gồm việc bán các sản phẩm miễn thuế và hàng tiêu dùng trên máy bay.
Chương trình khách hàng thường xuyên được định nghĩa bởi việc bán dặm hoặc điểm cho các đối tác chương trình như chuỗi khách sạn và các công ty cho thuê xe, thẻ tín dụng đồng thương hiệu (co-branding), trung tâm mua trực tuyến, các nhà bán lẻ, và các dịch vụ truyền thông.
Quảng cáo bán vé máy bay liên quan đến doanh thu từ việc bán quảng cáo trên các tạp chí trên máy bay và các kênh truyền thông khách hàng khác (bao gồm quảng cáo trên nội thất hoặc ngoại thất máy bay, hoặc trong sân bay hoặc phòng đợi cũng như quảng cáo trên dịch vụ giải trí trên chuyến bay của hãng hàng không.
Thỏa thuận công nghiệp phần lớn tồn tại rằng các tính năng gọi món và các sản phẩm dựa trên hoa hồng nên được tính trong biểu ngữ "doanh thu phụ trợ" cho mục đích kế toán và báo cáo. Việc đưa các hoạt động hợp tác đối tác bay thường xuyên đang ngày càng được chấp nhận.